# Ellis Ferreira
Ellis Russell Ferreira (ur. 19 lutego 1970 w Pretorii) – południowoafrykański tenisista, zwycięzca Australian Open 2000 w grze podwójnej i Australian Open 2001 w grze mieszanej, reprezentant w Pucharze Davisa, olimpijczyk.

## Kariera tenisowa
Jako zawodowy tenisista występował w latach 1992–2002.
Sukcesy odnosił w grze podwójnej wygrywając 18 turniejów z cyklu ATP World Tour. W roku 2000 triumfował wspólnie z Rickem Leachem podczas Australian Open, eliminując po drodze parę Todd Woodbridge–Mark Woodforde. W finale pokonali wynikiem 6:4, 3:6, 6:3, 3:6, 18:16 debel Wayne Black–Andrew Kratzmann. W roku 2001 zwyciężył w kończącym sezon turnieju Tennis Masters Cup, grając w parze z Leachem. W meczu o tytuł pokonali duet Petr Pála–Pavel Vízner. Ponadto Ferreira jest finalistą 16 turniejów, w tym US Open 2000. W parze z Leachem nie sprostali w finale deblowi Lleyton Hewitt–Maks Mirny. Najwyżej sklasyfikowany w rankingu deblistów był na 2. miejscu pod koniec stycznia 2000 roku.
W roku 2001 wygrał Australian Open w grze mieszanej. Partnerką Ferreiry była Corina Morariu. Mecz finałowy zakończył się zwycięstwem pary Morariu–Ferreira nad duetem Barbara Schett–Joshua Eagle 6:1, 6:3.
W 1996 roku Ellis Ferreira zagrał w parze z Wayne’em Ferreirą na igrzyskach olimpijskich w Atlancie. Zawodnicy awansowali do ćwierćfinału, w którym ponieśli porażkę z Jacco Eltinghiem i Paulem Haarhuisem.
W latach 1996–1998 reprezentował RPA w Pucharze Davisa. Rozegrał przez ten okres 4 mecze (wszystkie w deblu), z których zwyciężył w 1 pojedynku.

### Finały w turniejach ATP World Tour
| Legenda                                      |
| -------------------------------------------- |
| Wielki Szlem                                 |
| Igrzyska olimpijskie                         |
| Tennis Masters Cup / ATP Finals              |
| ATP Masters Series / ATP Tour Masters 1000   |
| ATP International Series Gold / ATP Tour 500 |
| ATP International Series / ATP Tour 250      |

#### Gra mieszana (1–0)
| Końcowy wynik | Nr | Data             | Turniej                    | Nawierzchnia | Partnerka      | Przeciwnicy                 | Wynik finału |
| ------------- | -- | ---------------- | -------------------------- | ------------ | -------------- | --------------------------- | ------------ |
| Zwycięzca     | 1. | 28 stycznia 2001 | Australian Open, Melbourne | Twarda       | Corina Morariu | Barbara Schett Joshua Eagle | 6:1, 6:3     |

#### Gra podwójna (18–16)
| Końcowy wynik | Nr  | Data                 | Turniej                          | Nawierzchnia    | Partner           | Przeciwnicy                               | Wynik finału              |
| ------------- | --- | -------------------- | -------------------------------- | --------------- | ----------------- | ----------------------------------------- | ------------------------- |
| Finalista     | 1.  | 3 kwietnia 1994      | Sun City                         | Twarda          | Grant Stafford    | Marius Barnard Brent Haygarth             | 3:6, 5:7                  |
| Finalista     | 2.  | 23 lipca 1995        | Stuttgart                        | Ceglana         | Jan Siemerink     | Tomás Carbonell Francisco Roig            | 6:3, 3:6, 4:6             |
| Zwycięzca     | 1.  | 22 października 1995 | Wiedeń                           | Dywanowa (hala) | Jan Siemerink     | Todd Woodbridge Mark Woodforde            | 6:4, 7:5                  |
| Zwycięzca     | 2.  | 14 stycznia 1996     | Sydney                           | Twarda          | Jan Siemerink     | Patrick McEnroe Sandon Stolle             | 5:7, 6:4, 6:1             |
| Finalista     | 3.  | 31 marca 1996        | Miami                            | Twarda          | Patrick Galbraith | Todd Woodbridge Mark Woodforde            | 1:6, 3:6                  |
| Zwycięzca     | 3.  | 28 kwietnia 1996     | Monte Carlo                      | Ceglana         | Jan Siemerink     | Jonas Björkman Nicklas Kulti              | 2:6, 6:3, 6:2             |
| Zwycięzca     | 4.  | 12 stycznia 1997     | Auckland                         | Twarda          | Patrick Galbraith | Rick Leach Jonathan Stark                 | 6:4, 4:6, 7:6             |
| Zwycięzca     | 5.  | 23 lutego 1997       | Memphis                          | Twarda (hala)   | Patrick Galbraith | Rick Leach Jonathan Stark                 | 6:3, 3:6, 6:1             |
| Finalista     | 4.  | 2 marca 1997         | Filadelfia                       | Twarda (hala)   | Patrick Galbraith | Sébastien Lareau Alex O’Brien             | 3:6, 3:6                  |
| Zwycięzca     | 6.  | 22 czerwca 1997      | Nottingham                       | Trawiasta       | Patrick Galbraith | Danny Sapsford Chris Wilkinson            | 4:6, 7:6, 7:6             |
| Zwycięzca     | 7.  | 12 października 1997 | Wiedeń                           | Dywanowa (hala) | Patrick Galbraith | Marc-Kevin Goellner David Prinosil        | 6:3, 6:4                  |
| Zwycięzca     | 8.  | 19 października 1997 | Lyon                             | Dywanowa (hala) | Patrick Galbraith | Olivier Delaître Fabrice Santoro          | 3:6, 6:2, 6:4             |
| Finalista     | 5.  | 9 listopada 1997     | Sztokholm                        | Twarda (hala)   | Patrick Galbraith | Marc-Kevin Goellner Richey Reneberg       | 3:6, 6:3, 6:7             |
| Finalista     | 6.  | 11 stycznia 1998     | Adelaide                         | Twarda          | Rick Leach        | Joshua Eagle Andrew Florent               | 4:6, 7:6, 3:6             |
| Finalista     | 7.  | 22 lutego 1998       | Memphis                          | Twarda (hala)   | David Roditi      | Todd Woodbridge Mark Woodforde            | 3:6, 4:6                  |
| Zwycięzca     | 9.  | 29 marca 1998        | Miami                            | Twarda          | Rick Leach        | Alex O’Brien Jonathan Stark               | 6:2, 6:4                  |
| Finalista     | 8.  | 19 kwietnia 1998     | Barcelona                        | Ceglana         | Rick Leach        | Jacco Eltingh Paul Haarhuis               | 5:7, 0:6                  |
| Zwycięzca     | 10. | 3 maja 1998          | Atlanta                          | Ceglana         | Rick Leach        | Alex O’Brien Richey Reneberg              | 6:3, 0:6, 6:2             |
| Finalista     | 9.  | 17 maja 1998         | Rzym                             | Ceglana         | Rick Leach        | Mahesh Bhupathi Leander Paes              | 4:6, 6:4, 6:7             |
| Zwycięzca     | 11. | 14 czerwca 1998      | Halle                            | Trawiasta       | Rick Leach        | John-Laffnie de Jager Marc-Kevin Goellner | 4:6, 6:4, 7:6             |
| Finalista     | 10. | 9 sierpnia 1998      | Toronto                          | Ceglana         | Rick Leach        | Martin Damm Jim Grabb                     | 7:6, 2:6, 6:7             |
| Finalista     | 11. | 14 marca 1999        | Indian Wells                     | Twarda          | Rick Leach        | Wayne Black Sandon Stolle                 | 6:7(4), 3:6               |
| Zwycięzca     | 12. | 16 maja 1999         | Rzym                             | Ceglana         | Rick Leach        | David Adams John-Laffnie de Jager         | 6:7, 6:1, 6:2             |
| Finalista     | 12. | 20 czerwca 1999      | ’s-Hertogenbosch                 | Trawiasta       | David Rikl        | Leander Paes Jan Siemerink                | nie rozegrano             |
| Zwycięzca     | 13. | 16 stycznia 2000     | Auckland                         | Twarda          | Rick Leach        | Olivier Delaître Jeff Tarango             | 7:5, 6:4                  |
| Zwycięzca     | 14. | 29 stycznia 2000     | Australian Open, Melbourne       | Twarda          | Rick Leach        | Wayne Black Sandon Stolle                 | 6:4, 3:6, 6:3, 3:6, 18:16 |
| Zwycięzca     | 15. | 16 kwietnia 2000     | Atlanta                          | Ceglana         | Rick Leach        | Justin Gimelstob Mark Knowles             | 3:6, 4:6                  |
| Finalista     | 13. | 25 czerwca 2000      | Nottingham                       | Trawiasta       | Rick Leach        | Donald Johnson Piet Norval                | 6:1, 4:6, 3:6             |
| Finalista     | 14. | 13 sierpnia 2000     | Cincinnati                       | Twarda          | Rick Leach        | Todd Woodbridge Mark Woodforde            | 6:7(6), 4:6               |
| Finalista     | 15. | 8 września 2000      | US Open, Nowy Jork               | Twarda          | Rick Leach        | Lleyton Hewitt Maks Mirny                 | 4:6, 7:5, 6:7(5)          |
| Finalista     | 16. | 21 października 2001 | Stuttgart                        | Twarda (hala)   | Jeff Tarango      | Maks Mirny Sandon Stolle                  | 6:7, 6:7(4)               |
| Zwycięzca     | 16. | 28 października 2001 | Bazylea                          | Dywanowa (hala) | Rick Leach        | Mahesh Bhupathi Leander Paes              | 7:6(3), 6:4               |
| Zwycięzca     | 17. | 4 listopada 2001     | Paryż                            | Dywanowa (hala) | Rick Leach        | Mahesh Bhupathi Leander Paes              | 3:6, 6:4, 6:3             |
| Zwycięzca     | 18. | 3 lutego 2002        | Doubles Challenge Cup, Bangalore | Twarda          | Rick Leach        | Petr Pála Pavel Vízner                    | 6:7(6), 7:6(2), 6:4, 6:4  |